# Rectarcturus tuberculatus
Rectarcturus tuberculatus is een pissebed uit de familie Rectarcturidae. De wetenschappelijke naam van de soort is voor het eerst geldig gepubliceerd in 1981 door Leonard Peter Schultz.